# Bruschetta
Bruschetta er en antipasto (forret) fra Italien bestående af grillet brød, der gnides med hvidløg og toppes med olivenolie og salt. Variationer kan omfatte toppings med tomat, grøntsager, bønner, tilberedt kød eller ost. En populær ret er bruschetta med tomater; en opskrift der udenfor Italien indebærer basilikum, frisk tomat, hvidløg og løg eller mozzarella. Bruschetta serveres som snack eller forret. I nogle lande markedsføres den tilberedte topping som bruschetta.
I Italien fremstilles bruschetta ofte ved hjælp af en brustolina-grill. I Abruzzo-regionen i Italien serveres en variation af bruschetta med en salami kaldet ventricina. Rå svinekødsprodukter og krydderier, der er indkapslet i en svinblære, aldres, og pastaen  smøres herefter på skiver af brød, der sommetider grilles. Retten blev udviklet som en måde at redde brød, der var blevet for gammelt. I Toscana hedder det fettunta, og serveres normalt uden topping, især i november, for at smage sæsonens første olie.

## Historie
Bruschetta stammer fra Italien i det 16. århundrede. Retten kan dog spores tilbage til det gamle Rom, hvor olivendyrkere  bragte deres oliven til en lokal olivenpresse og smagte en prøve af den friskpressede olie på et stykke brød.
I Italien og ikke-engelsktalende lande udtales bruschetta [bruˈsketta] ( lyt). På dansk udtales det [bʁuˈsgεda].
Navnet bruschetta (flertal bruschette) kommer fra det romerske verbum bruscare, svarende til det italienske ord abbrustolire, der betyder 'at riste' eller 'at stege over kul'. Ristning af brød og gennemblødning med friskpresset olivenolie er "en praksis, som nok er lige så gammel som Rom selv". 
- Bruschetta med hakkede tomater og basilikum
- Bruschetta med olivenolie og prosciutto